# サルヴァトーレ・ボッケッティ
サルヴァトーレ・ボッケッティ（Salvatore Bocchetti, 1986年11月30日 - ）は、イタリア・ナポリ出身の元プロサッカー選手、現サッカー指導者。ポジションはDF。元イタリア代表。

## 経歴

### クラブ
アスコリ・カルチョの下部組織出身で、2006年12月20日のUSチッタ・ディ・パレルモ戦でデビューを果たした。セリエC1のランチャーノや、セリエBのフロジノーネへの移籍を経て、2008年夏にメンバーの大刷新を進めるセリエAのジェノアCFCへ移籍した。2008-09シーズン、2009-10シーズンともに3バックと4バックが併用されたが、前者の採用時は主に左センターバック、後者採用時は主にセンターバックを務めた。2008-09シーズンはリーグ戦で5位に入り、2009-10シーズンに出場したUEFAヨーロッパリーグはグループリーグで敗退したが、6試合すべてに出場した。
2010年8月29日、ロシア・プレミアリーグのルビン・カザンへ3年半の契約で移籍した。移籍金は1500万ユーロ。2010年シーズンこそは7試合・2得点と及第点の出来だったが、2011-12シーズンは、自身のホームシックと大怪我から復帰したキャプテンのロマン・シャロノフの復帰もあり、控えに降格するなど壁に当たっていたが、UEFAチャンピオンズリーグ・予選3回戦のFCディナモ・キーウ戦ではホーム・アンド・アウェーでフル出場をし、頑丈な守備でクラブのプレーオフ進出に貢献をした。
2015年1月28日、ACミランへ半年間のレンタル移籍が決定。

### 代表
2008年にイタリアU-21代表に選出され、トゥーロン国際大会では4試合に出場。同年夏には北京オリンピックに参加した。
2009年3月22日、マルチェロ・リッピ監督によってイタリア代表に初招集され、同年10月10日アイルランド戦で代表デビューした。
2010年5月31日、2010 FIFAワールドカップに臨むイタリア代表23人に選ばれたが、出場機会はなかった。

## 代表歴

### 出場大会
- U-21イタリア代表
  - トゥーロン国際大会優勝：1回（2008年）
- イタリア代表
  - 代表デビュー：2009年10月10日 vs アイルランド（2-2）
  - 2010 FIFAワールドカップ

### 試合数
- 国際Aマッチ 5試合 0得点（2009年-2010年）[6]

| イタリア代表 | 国際Aマッチ | 国際Aマッチ |
| 年           | 出場        | 得点        |
| ------------ | ----------- | ----------- |
| 2009         | 3           | 0           |
| 2010         | 2           | 0           |
| 通算         | 5           | 0           |

## タイトル
FCルビン・カザン
- ロシア・スーパーカップ 2012

FCスパルタク・モスクワ
- ロシア・プレミアリーグ 2016-17
- ロシア・スーパーカップ 2017

## 監督成績
2022年12月2日現在
| クラブ                    | 国           | 就任           | 退任          | 記録 | 記録 | 記録 | 記録 | 記録 | 記録 | 記録 | 記録   |
| クラブ                    | 国           | 就任           | 退任          | 試   | 勝   | 分   | 敗   | 得   | 失   | 差   | 勝率   |
| ------------------------- | ------------ | -------------- | ------------- | ---- | ---- | ---- | ---- | ---- | ---- | ---- | ------ |
| エラス・ヴェローナ (暫定) | イタリアの旗 | 2022年10月13日 | 2022年12月2日 | 6    | 0    | 0    | 6    | 4    | 12   | −8   | 000.00 |
| 合計                      | 合計         | 合計           | 合計          | 6    | 0    | 0    | 6    | 4    | 12   | −8   | 000.00 |